# Dučić
Dučić es un pueblo ubicado en el municipio de Mionica, distrito de Kolubara, Serbia.

## Superficie
Cuenta con una superficie de 9,472 kilómetros cuadrados.

## Demografía
Hasta 2022 la población era de 427 habitantes, con una densidad de población de 45,08 habitantes por kilómetro cuadrado.
| 898                                                             | 909 | 856 | 826 | 732 | 696 | 641 | 522 | 427 |
| (Fuente: Population statistics of Eastern Europe & former USSR) |     |     |     |     |     |     |     |     |